# Guatteria alutacea
Guatteria alutacea este o specie de plante angiosperme din genul Guatteria, familia Annonaceae, descrisă de Friedrich Ludwig Diels.

## Subspecii
Această specie cuprinde următoarele subspecii:
- G. a. alutacea
- G. a. angustifolia
- G. a. alutacea
- G. a. steinbachii